# Samuel Glasstone

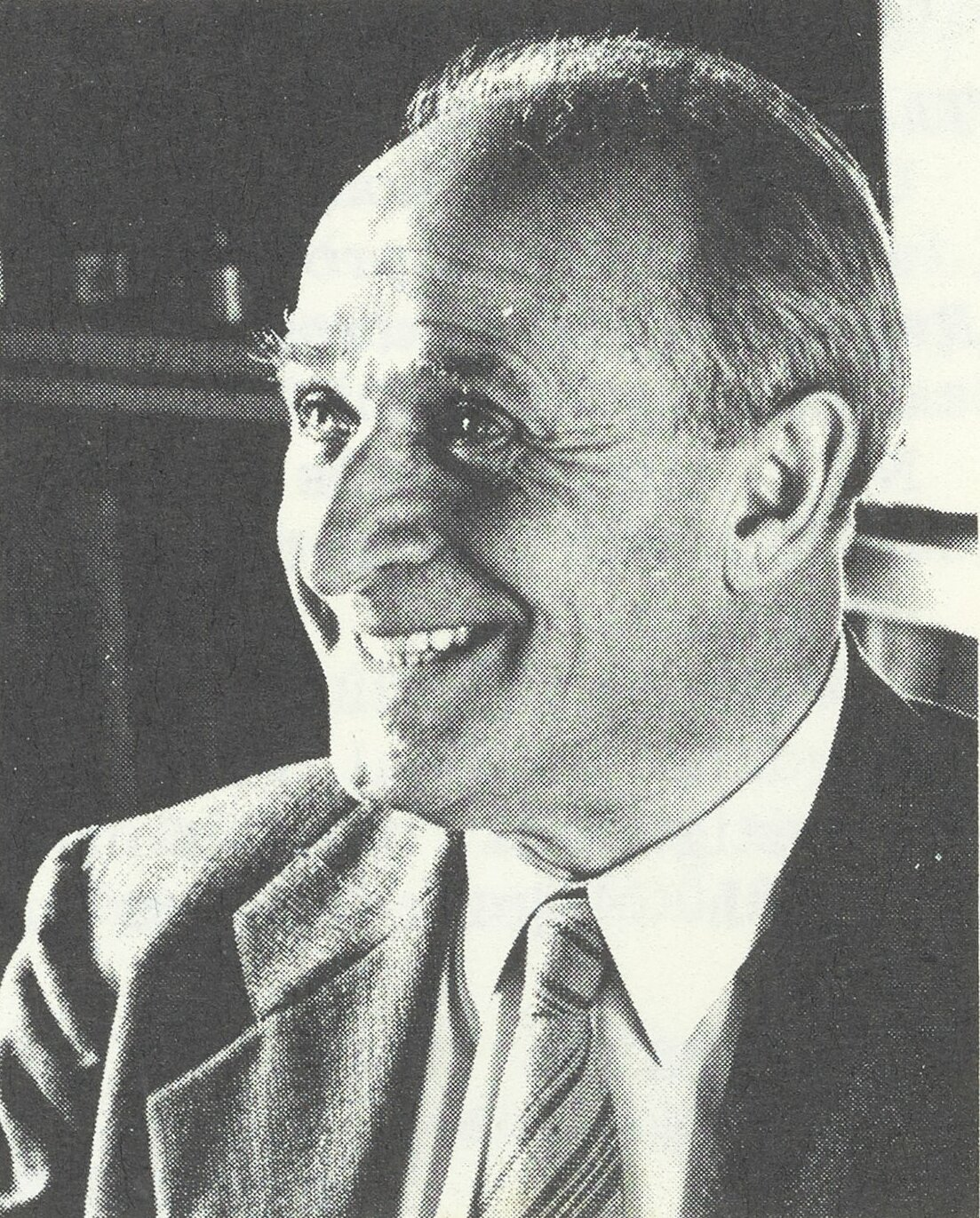
Samuel Glasstone

Samuel Glasstone (* 5. März 1897 in London; † 16. November 1986 in Oak Ridge, Tennessee, USA) war ein englischer, später US-amerikanischer Physikochemiker und Reaktorphysiker und herausragender Autor von über 40 Büchern aus den Fachbereichen physikalische Chemie, Reaktorphysik, Reaktortechnik, Raumfahrt und Radioökologie, insbesondere über die Auswirkungen von Kernwaffen.

## Werden und Wirken
Samuel wird als Sohn des Lebensmittelhändlers Jacob Glasstone und dessen Ehefrau Milly in London geboren. Er hat zwei Schwestern, Ethel und Esther. Es wird berichtet, dass Samuel schon mit 11 Jahren beschloss, Chemiker zu werden. Im Alter von 15 Jahren wird er wegen seiner außergewöhnlichen Begabung von der Universität von London als Student angenommen. Vier Jahre später schließt er sein Chemiestudium erfolgreich ab. Drei Jahre arbeitet er als Industriechemiker. Danach widmet er sich der physikalischen Chemie am King’s College London. In den 1920er Jahren hält er populärwissenschaftliche Vorträge bei der BBC. Er erwirbt zwei Doktortitel der Universität von London in Chemie in den Jahren 1922 und 1926 (PhD und ScD – Doctor of Science). 1929 veröffentlicht er sein erstes Buch, den populärwissenschaftliche Band Chemistry in Daily Life. Er schreibt im Vorwort, dass die enthusiastische Reaktion der Radiohörer ihn motiviert habe, dieses Buch zu schreiben.
1939 geht er zusammen mit seiner Frau Violette geborene Collingwood, einer Botanikerin, in die USA, mit einem 1700-seitigen handgeschriebenen Manuskript Textbook on Physical Chemistry im Gepäck. Die zweite Auflage dieser Monographie von 1947 wird noch Jahrzehnte später nachgedruckt. 1943 veröffentlicht er zusammen mit seiner Frau Violette einen praktischen Leitfaden über häusliche Ernährung.
Er arbeitet und lehrt an der Princeton University, an der University of Oklahoma und an der University of California. 1944 nimmt er die Staatsbürgerschaft der USA an. 1948 bittet ihn Glenn T. Seaborg, der spätere Vorsitzende der United States Atomic Energy Commission (AEC), ein Atomic energy sourcebook zu schreiben. Es ist der Beginn einer langen Freundschaft. Das Sourcebook on Atomic Energy, 1950 erstmals publiziert, wird in zahlreiche Sprachen übersetzt. Seaborg äußert sich später über die Bücher von Glasstone: Über einen Zeitabschnitt von 17 Jahren schrieb er für die AEC 12 klassische kernphysikalische Texte oder Fachbücher, jedes ein Modellfall im jeweiligen Gebiet. Seine Bücher ... zeigen, was wissenschaftliches Schreiben im besten Fall sein kann – unfehlbar korrekt, aber auch fließend, klar, charmant und hervorragend organisiert.
Effects of Nuclear Weapons, ein Werk, das Glasstone gemeinsam mit Philip J. Dolan schreibt, wird das bei weitem populärste Handbuch für nukleare Verteidigung während des Kalten Krieges. Nach der Originalveröffentlichung 1950 im Los Alamos Scientific Laboratory wird das Handbuch geändert und 1957 kommerziell für den allgemeinen Gebrauch zur Verfügung gestellt, 1962 überarbeitet und 1977 erweitert. Das Buch wird illegal ins Russische übersetzt und in der Sowjetunion genutzt. Das Fachbuch wird als „umfassende Zusammenfassung des aktuellen Wissens über die Auswirkungen von Atomwaffen“ charakterisiert und von der Federal Civil Defense Administration als die „maßgebliche Informationsquelle über die Auswirkungen von Atomwaffen“ genutzt.
Sein Gesamtwissen über Reaktorphysik und Kernenergie ist wahrscheinlich bis heute einmalig. Die meisten seiner Bücher zu diesen Themenkomplexen schreibt er in seinem Haus in Pojoaque, 17 Meilen östlich von Los Alamos. Er startet am frühen Morgen und schreibt ca. 8000 Worte pro Woche. Ein Meilenstein der Reaktorphysik ist das gemeinsam mit Milton C. Edlund verfasste Lehrbuch The elements of nuclear reactor theory, das 1961 unter dem Titel Kernreaktortheorie: Eine Einführung auf Deutsch erscheint. Der praktischen Seite der Reaktorphysik ist das Lehrbuch Principles of nuclear reactor engineering gewidmet, das er gemeinsam mit Alexander Sesonske unter dem Titel Nuclear reactor engineering weiter ausbaut.
Von 1952 bis 1969 ist er beratender Mitarbeiter (Resident Consultant) am Los Alamos National Laboratory in New Mexico. 1968 veröffentlicht er The book of Mars. 1970 erscheint das gemeinsam mit George I. Bell verfasste Lehrbuch Nuclear reactor theory. Unter Reaktortheoretikern gilt es noch heute als eines der besten Lehrbücher zur Reaktortheorie überhaupt.
1969 heiratet Glasstone in zweiter Ehe die Musikpädagogin Kathleen Arilla geborene Grant (1913–2008), die Witwe des Physikochemikers William H. Sullivan. Sie leben nach der Eheschließung eine kurze Zeit zusammen in Pojoaque und ziehen 1970 nach Oak Ridge, wo Samuel 1986 auch stirbt. Er wird im First United Methodist Church Memorial Garden in Oak Ridge begraben, wo auch seine zweite Ehefrau Kathleen ihre letzte Ruhestätte finden wird.

## Nachwirkung
Seit 1990 gibt es zwei Glasstone-Forschungspreise (Violette and Samuel Glasstone Research Fellowships in Science) in den Naturwissenschaften, die jährlich an Nachwuchswissenschaftler vergeben werden, einer an Männer und einer an Frauen. Diese Stipendien können aufgrund der Festlegungen des Vermächtnisses von Samuel und Violette Glasstone nur in den Fachbereichen Chemie, Informatik, Ingenieurwesen, Materialwissenschaften, Mathematik, Physik, Botanik und Statistik vergeben werden. Zuständig für die Auswahl der Preisträger ist die University of Oxford.

## Ausgewählte Werke

### Sachbücher
- Samuel Glasstone: Chemistry in Daily Life. London, Methuen & Co. 1929 (vi, 250, archive.org [abgerufen am 27. Mai 2023]).
- Samuel Glasstone, Violette F. Glasstone: The food you eat: A practical guide to home nutrition. University of Oklahoma Press, Norman 1943 (277 S.).
- Samuel Glasstone: The book of Mars. National Aeronautics and Space Administration, Washington, D.C. 1968 (englisch, 315 S., archive.org [abgerufen am 27. Mai 2023]).

### Fachbücher
- S. Glasstone: Theoretical Chemistry. D. Van Nostrand, Princeton, NJ 1944 (englisch, archive.org).
- S. Glasstone: Textbook of Physical Chemistry. D. Van Nostrand, New York 1946 (englisch, archive.org).
- Samuel Glasstone: Sourcebook on Atomic Energy. MacMillan, London 1950 (englisch, 546 S., archive.org [abgerufen am 27. Mai 2023]).
- S. Glasstone, Ralph H. Lovberg: Controlled Thermonuclear Reactions. Robert E. Krieger Publishing Company, New York 1975 (archive.org).
- Samuel Glasstone, Milton C. Edlund: The elements of nuclear reactor theory. MacMillan, London 1952 (VII, 416).
  - Hinweis: Diese Monografie nimmt eine herausragende Stellung ein, weil sie wie keine andere die damals junge Generation der Reaktorphysiker in West und Ost und die späteren Lehrbuchschreiber geprägt hat. Sie ist im 6. Druck vom Februar 1957 vollständig online einsehbar.babel.hathitrust.org. Volltextsuche ist möglich. Übersetzung bei Springer, siehe nächster Eintrag.
  - Samuel Glasstone, M. C. Edlund: Kernreaktortheorie. Hrsg.: W. Glaser, H. Grümm. Springer Vienna, Vienna 1961, ISBN 3-7091-7901-7, doi:10.1007/978-3-7091-7900-0.
- Samuel Glasstone: Principles of nuclear reactor engineering. Van Nostrand, Princeton, NJ 1955 (englisch, IX, 861, archive.org [abgerufen am 27. Mai 2023]).
- Samuel Glasstone, Alexander Sesonske: Principles of nuclear reactor engineering. D. Van Nostrand, Princeton, NJ 1963 (englisch, archive.org [abgerufen am 27. Mai 2023]). Als zwei Volumen 1994 bei Springer erschienen:
  - Reactor Design Basics: ISBN 978-1-4615-7527-6
  - Reactor Systems Engineering: ISBN 978-1-4615-2083-2
- Samuel Glasstone, Philip J. Dolan: The Effects of Nuclear Weapons. 3. Auflage. United States Department of Defense and the United States Department of Energy, Washington, DC 1977 (englisch, 653 S., archive.org [abgerufen am 27. Mai 2023]).
- George I. Bell, Samuel Glasstone: Nuclear reactor theory. Van Nostrand Reinhold, New York 1970 (XVIII, 619, archive.org [abgerufen am 27. Mai 2023]).